# Paphiopedilum schoseri
Paphiopedilum schoseri là một loài thực vật có hoa trong họ Lan. Loài này được Braem & H.Mohr mô tả khoa học đầu tiên năm 1988.

## Hình ảnh

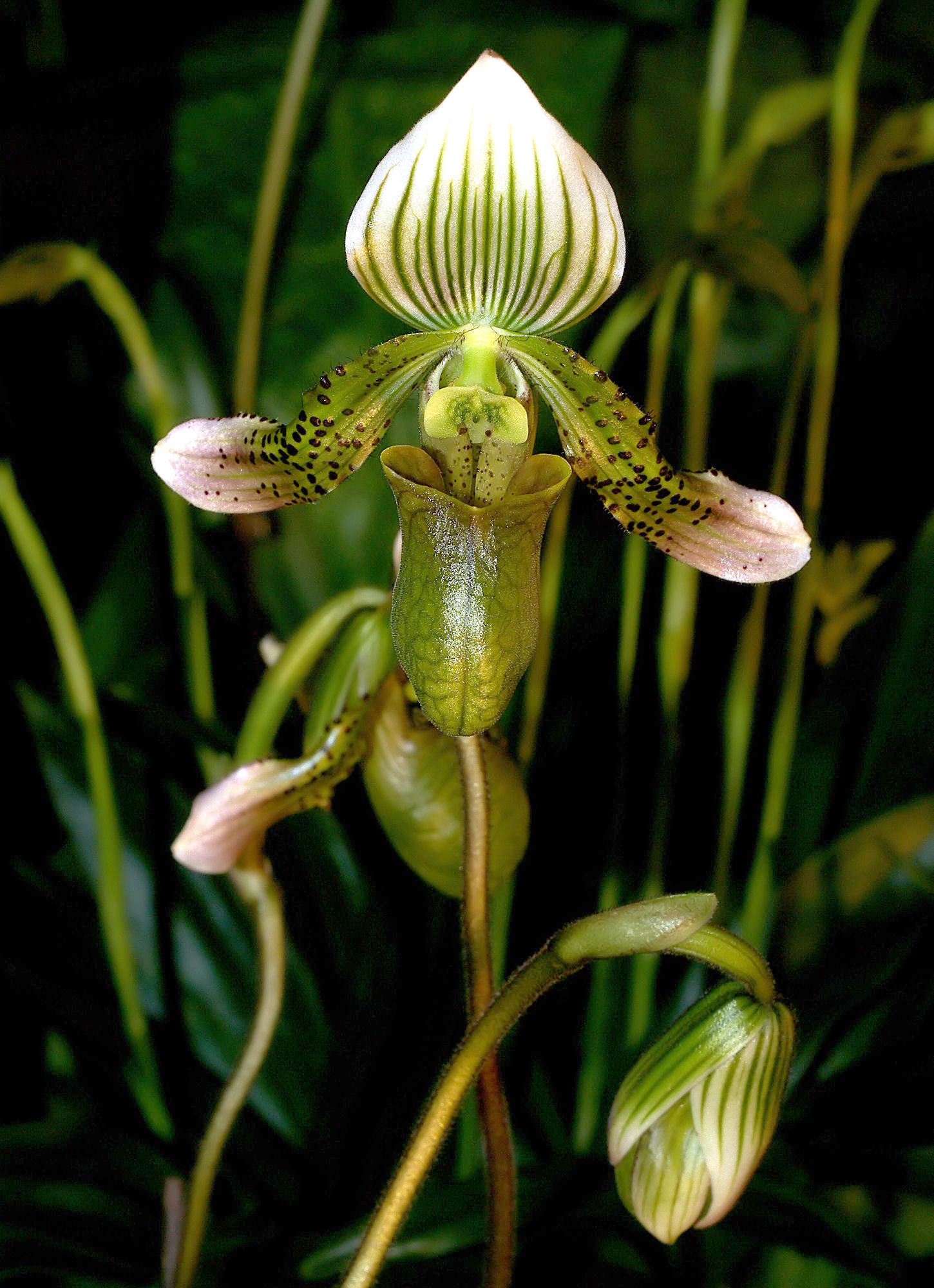